# Cacha (pueblo)
Para otros usos de este término, véase Cacha
Cacha es un pueblo milenario de la nacionalidad Puruwá de la república del Ecuador, tierra y cuna de los reyes Duchicelas que gobernaron la nación Puruhá desde antes de la llegada de los Caras–Shyris. El pueblo Cacha fue Asiento de los Reyes Duchícelas, lugar de nacimiento del padre y la última reina de Quito, Paccha Duchicela (1487 a 1525).
Afirmado por el Padre Juan de Velasco (siglo XVII) y Juan Félix Proaño (1918), coinciden que Cacha fue residencia privada de los reyes Duchicelas y escogieron esta zona no solo por ser un lugar estratégico para la defensa, sino porque estaba a cinco kilómetros y de fácil acceso a la ciudad  Generados administrativa de la nación puruwa, Liribamba. Hualcopo Duchicela ordenó construir una fortaleza y un palacio para que su esposa diera a luz a su hijo Cacha (padre de la princesa Paccha).

## Población
Está compuesto por 23 comunidades y 3.763 habitantes (Población aproximada de los cantones y parroquias en la circunscripción territorial del pueblo Cacha).

## Definición etimológica
La palabra Cacha proviene del antiguo idioma fésheko, que significa “Flechero”.

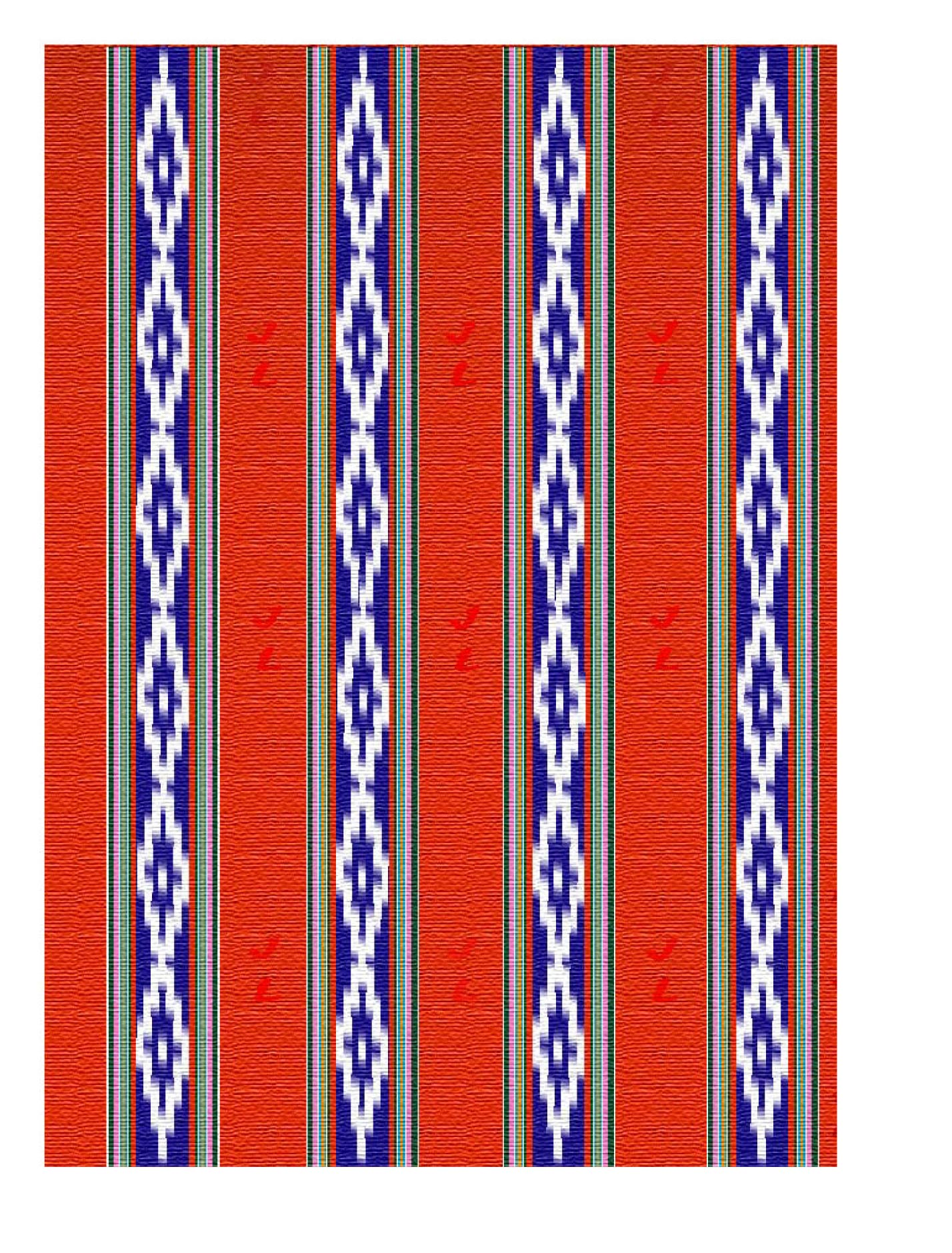
Poncho de Cacha texturizado digitalmente.

## Breve historia
La protohistoria de la Nación Puruwá comienza más o menos el año 1300, con el famoso pacto matrimonial, entre los hijos de Condorazo y Carán.
Duchicela Shiry XII hijo del regulo de los Puruhaes, Condorazo, se hace efectiva la unidad del Reino de Quito. El primer acto de gobierno de este monarca fue el de convenir una Alianza de defensa mutua con los Canaris y Huancavilcas. También incrementó caminos entre la costa y la sierra para el comercio y ayuda en caso de guerra, junto con tambos y fortalezas. Atauchi Duchicela, Shiry XIII gobernó un corto tiempo.
Hualcopo Duchicela. Shiry XIV (1430 a 1463)
Oriundo de Cacha, fue un gran estadista, consolidó la unidad nacional aprovechando la coyuntura que se avecinaba; la invasión de los incas con Túpac Yupanqui. Construyó puentes, almacenes, ejércitos y puso al frente de ellos, como comandante general a su hermano menor Epiclachima junto con el General Ati Pillahuaso, rey de Píllaro.
Continuaron los combates, Hualcopo opuso gran resistencia en Galte y Atapo, aquí sufrió la irreparable pérdida de Epiclachima.
El monarca de la nación puruhá rehace su ejército en Liribamba, nombra general en jefe a Montan o Montaña de la tribu de Xuxi (San Andrés). La resistencia del ejército quiteño fue tenaz, meses enteros pelearon en Licán y Xuxi.
Las mujeres desempeñaron un gran papel acompañando a los soldados como proveedoras de piedras para los honderos. La guerra duró allí 5 años y los orejones (así eran llamados los soldedos cuzqueños) a pesar de los refuerzos continuos que llegaron del Perú, no avanzaron más.
Hualcopo murió dejando como sucesor a su hijo Cacha.
Cacha, Duchicela Shiry XV (1463 a 1487)
Cacha nació en lo que hoy es parroquia de cacha, comunidad Pucará Quinchi, en un palacio que su padre hizo construir en medio de un lago. Todo el tiempo de su gobierno lo dedicó a la guerra, primero para la conquista de las tierras que perdió Hualcopo y luego para resistir con heroísmo extraordinario a Huayna Cápac sucesor de Túpac Yupanqui.
Los Amautas y Mamaconas instruyeron al rey Cacha Duchicela en las tradiciones religiosas, en las artes y en la guerra.
Como todo buen Puruhá manejó con maestría la Tucsina la huaraca, la huaicopa y otras armas ofensivas y defensivas.
Cacha Duchicela, en cuanto fue proclamado Rey, expulsó a los invasores más allá de la provincia de los Paltas (Loja) pero cuando Huayna Cápac iba a arremeter en un segundo ataque, los cañaris se sometieron pacíficamente para evitar más muertes.
Cacha no se rindió jamás, y respondió negativamente a las invitaciones de paz de Huayna Capac. Sus palabras de contestación fueron: "Que él había nacido libre y Señor del Reino y que quería morir como Señor, con las armas en las manos, antes que sujetarse indecorosamente a su yugo - No nací para esclavo". Una de las más célebres batallas fue en Tiocajas, desde el punto de Achupallas hasta Atapo. Era Calicuchima el general en Jefe. Las victorias parciales iban alternándose entre los quiteños y los cuzqueños, pero a costa de grandes pérdidas. Al fin triunfa en Tiocajas Huayna Capac y avanza hasta Liribamba, capital de la nación Puruhá; aquí admira, los templos, los cuarteles, el monasterio de las vírgenes, la casa del placer.
Entonces Cacha se retira a su residencia en el valle de las delicias (Cacha), para luego avanzar a Mocha, allí le acompañan Nasacota de Puento, Pillaguaso, Ati de Pillaro, este cae preso en la batalla.
La última batalla fue en Atuntaqui, provincia de Imbabura, donde luchó personalmente Cacha, pero cae herido de muerte, con las armas en la mano y defendiendo su Nación. Los restos mortales fueron trasladados a Cacha, para ser enterrado en ellugar de su nacimiento y de sus ancestros, pues esa fue la voluntad del Rey antes de morir. A su paso los pueblos iban rindiéndole honores de admiración, dolor y cariño.
Paccha Duchicela, (1487 a 1525)
También esta última Reina de Quito nació en Cacha, en el mismo palacio donde nació su padre. En Capak Kocha, ubicada actualmente en la comunidad de Pucará Quinchi .

## Himno
Letra: Himno de cacha
Música: Los Cachas

## Territorialidad, geopolítica
El territorio del Pueblo Cacha es de 52 km², está asentado en 5 parroquias: Cacha, Punín, Santiago de Quito, Cajabamba y Yaruquíes. 
Además la circunscripción se encuentra en dos Cantones: Riobamba y Colta.
Microclima
Alta- su producción: papas, cebada, habas; 
media- su producción: papas, trigo, cebada, maíz, alverja y otros de clima templado; 
y baja- su producción maíz, trigo, alverja, hortalizas y frutales.
Sus tierras NO es apto para la ganadería,

## Organización social
La primera autoridad es el Cabildo en la comunidad, antiguamente tenían rangos de poder y mando, los ordinarios, alcaldes, alguaciles, el Pueblo Cacha tiene la única organización territorial que es FECAIPAC, Federación de Pueblos Indígenas de la Nación Puruhá Cacha. Existen organizaciones de segundo grado y otras formas organizativas en cooperativas, asociaciones, juveniles, deportivitas, entre otras.
El pueblo Cacha no está vinculada con ninguna organización provincial, Regional ni nacional. Sin embargo coordina las acciones con todas ellas, sin mirar su filosofía, credo e ideología.
El 80% de la población de Cacha practica la religión evangélica, el 20% la religión católica, sin embargo, existe unidad entre sus pobladores, comunidades y organizaciones afines.

## Atuendo

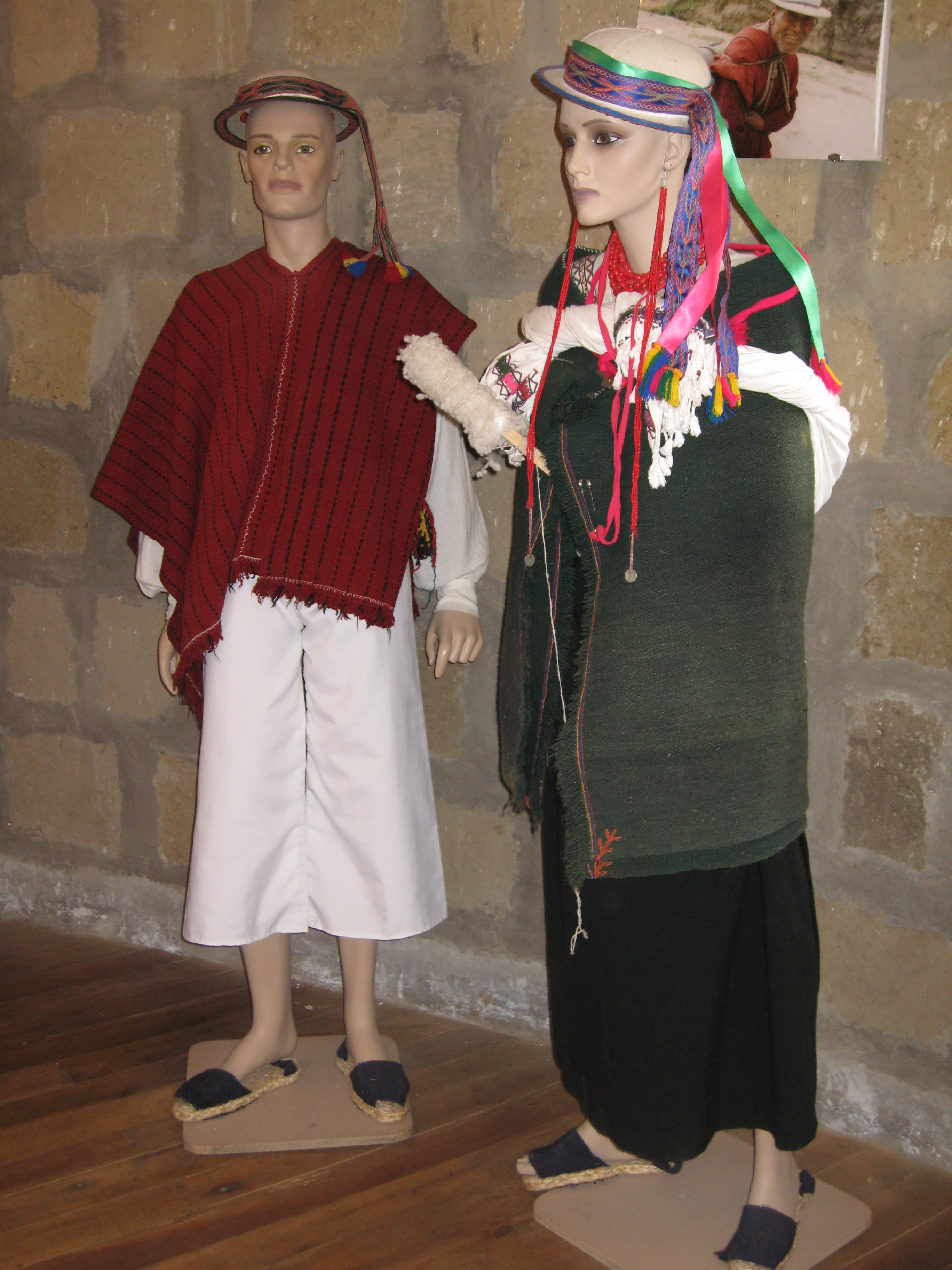
Vestimenta originaria de Cacha.

Hombres: Pantalón Blanco, alpargata de caucho, camisa cerrada blanca, poncho Coco de diferentes colores dependiendo del rango, poncho de trabajo la jirga, siquipata poncho, chusma; sombrero de lana, si es ritual sombrero bicolor blanco-verde.

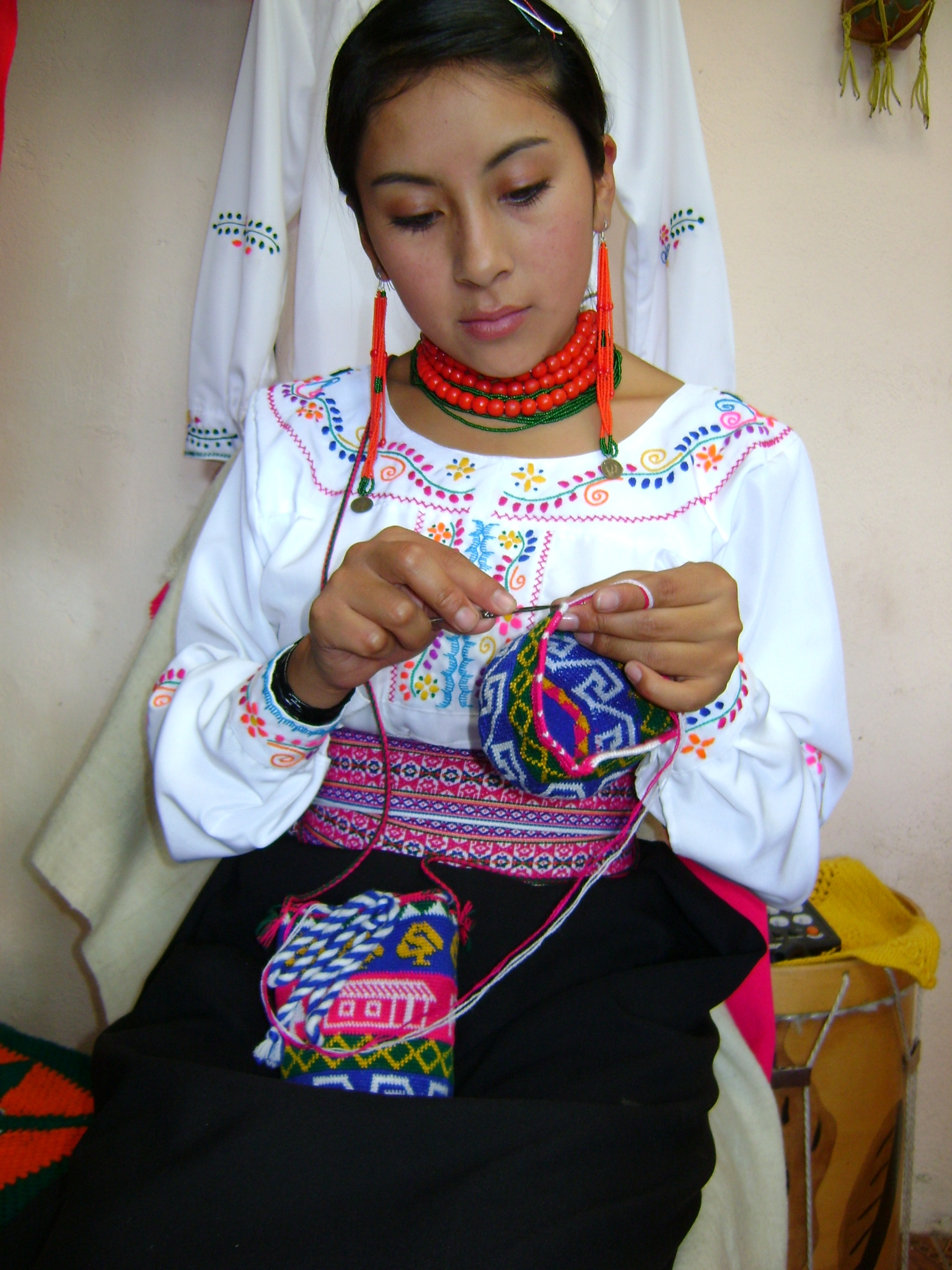
Vestimenta de la mujer del pueblo de Cacha.

Mujeres: Anaco azul oscuro de lana, camisón blanca bordada, bayeta de colores vivos sujetadas con Tupo de plata o de acero blanco, chumbi: mama chumbi, cahuiña, laborchumbi. Cinta de pelo cusco, quingo etc. Sombrero de lana blanca con filo bordado y adornado con cintas de vivos colores y bordado, ushuta.

## Principales fiestas
El barayuc, durante todo el año en fechas importantes, diciembre, capac Raymi,, febrero Mushuc Pucuy Raimi, , Pacua Paucar Raimi, Junio Corpus Cristo Inti Raymi; septiembre Rosario Cuya Raimi, octubre y noviembre Almas Aya marcay que es la culminación de todos los raimis, 

## Economía
La agricultura es solamente para la subsistencia familiar .
El medio de vida está basada en la artesanía y turismo; parte de las actividades complementarias son los trabajos a jornal y el comercio informal en las ciudades

## Áreas turísticas protegidas
El cerro CHUYUG, ALAJAHUÁN, e IGNOG son lugares sagrados del Pueblo Cacha, y son considerados como áreas protegidas.

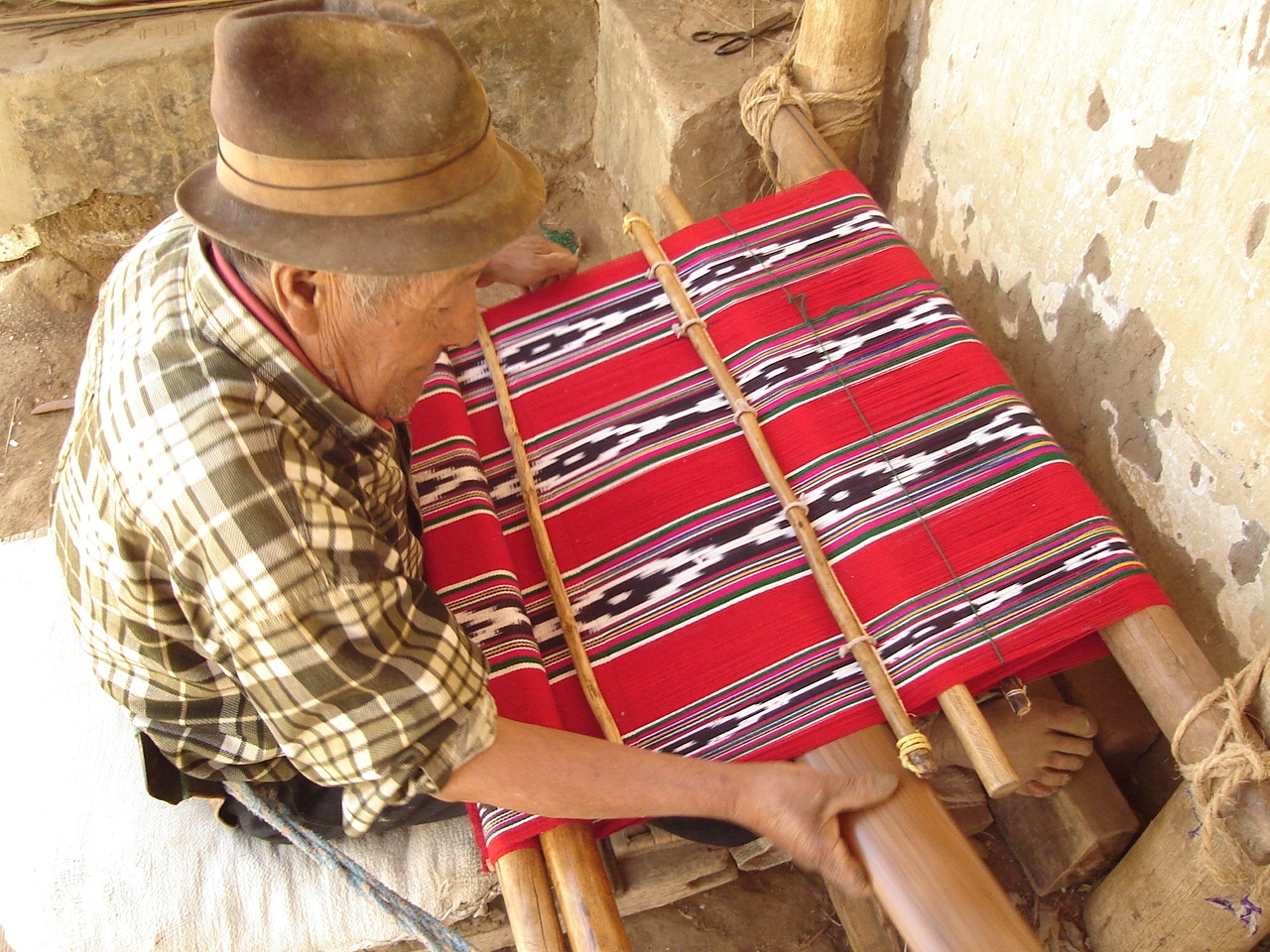
Tejedor de Cacha
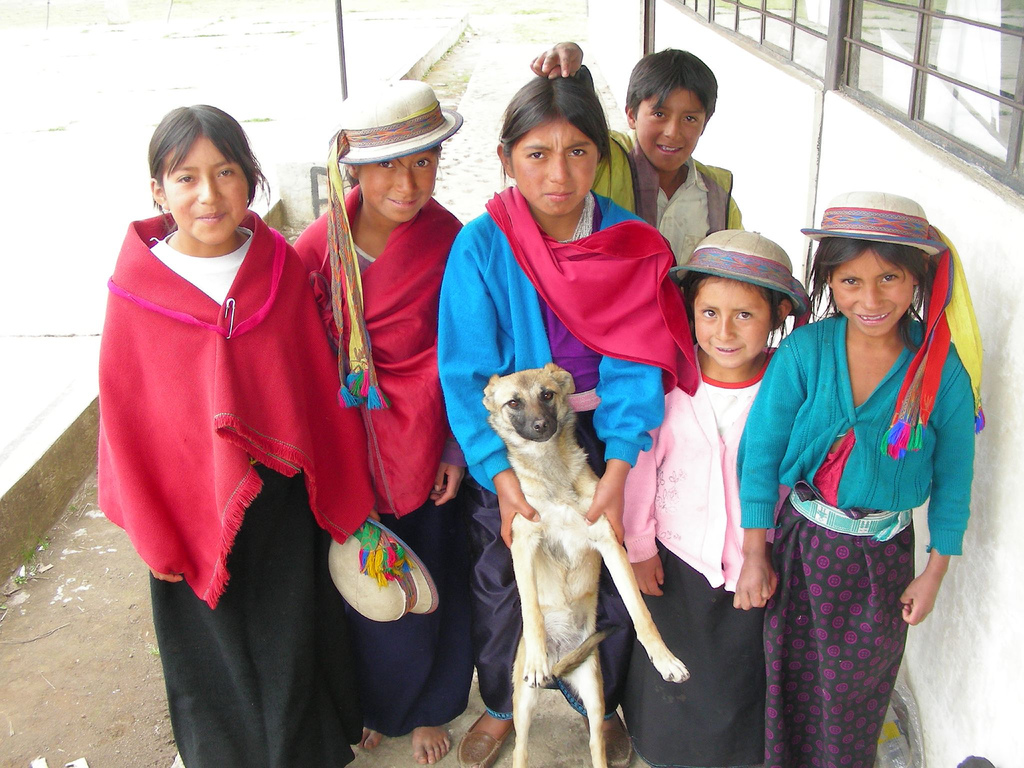
Niños de Cacha
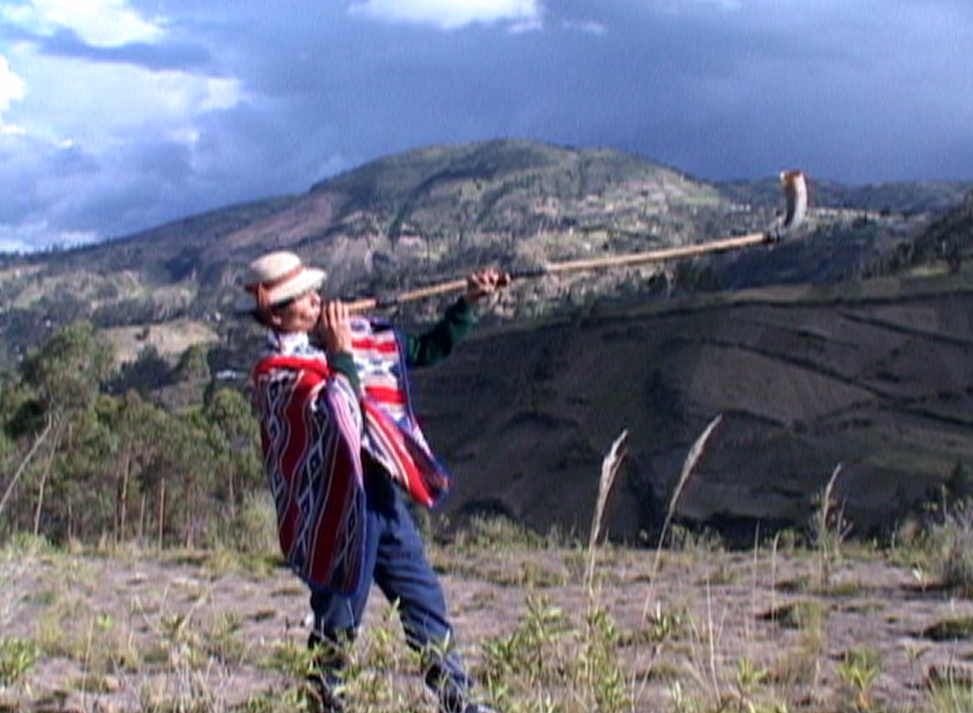
bocinero de Cacha